# Nattand
Nattand (Talpanas lippa) är en mycket speciell utdöd fågelart i familjen änder som tidigare förekom i Hawaiiöarna.

## Upptäckt och förekomst
Nattanden beskrevs i november 2009 efter att fossil hittats i Makauwahigrottan vid Mahaulepu Beach på ön Kauai. Benlämningarna tros vara ungefär 6000 år gamla.

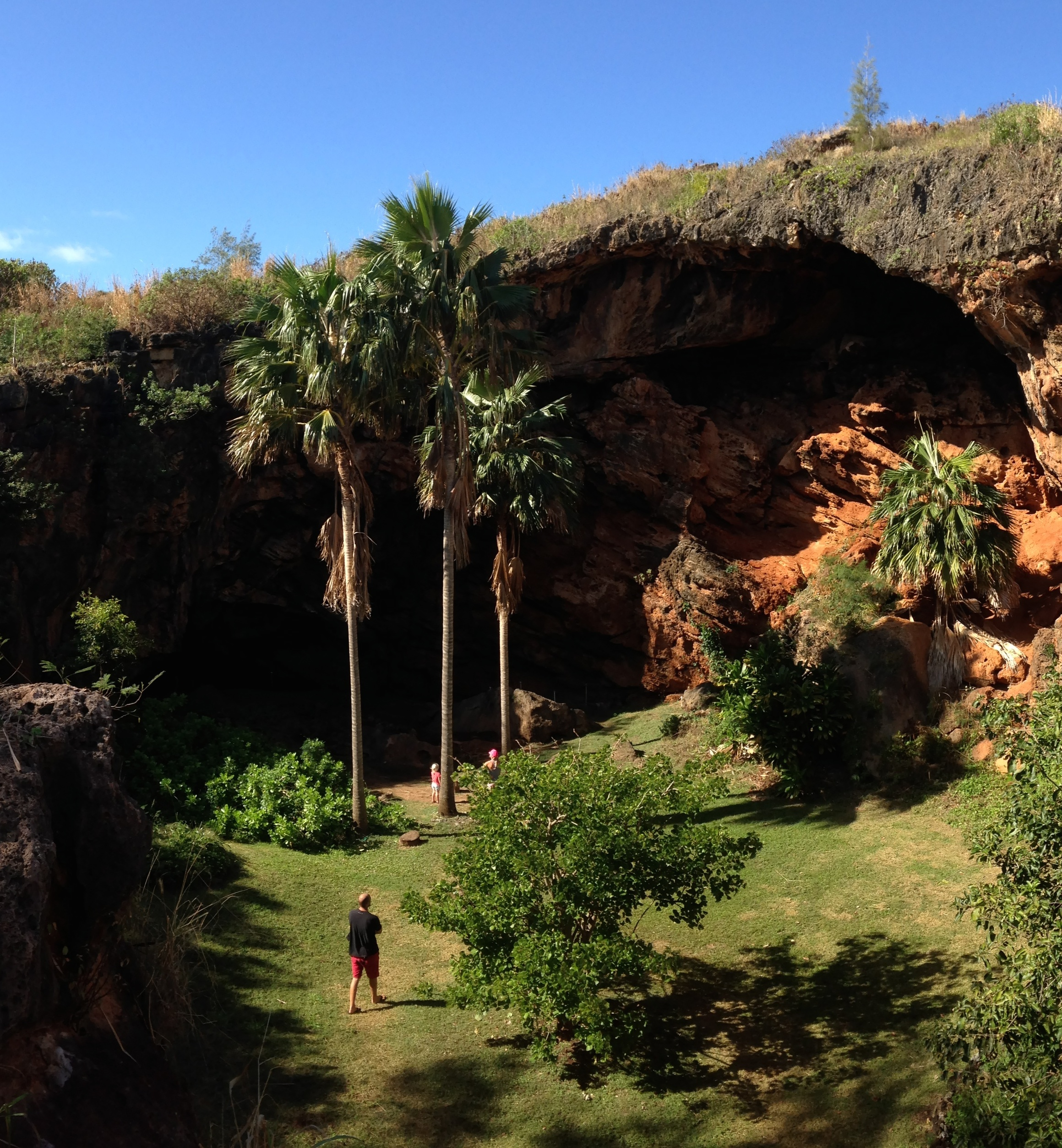
Makauwahigrottan där nattandens belämningar påträffats.

## Utseende
Nattandens tarser var korta och kraftiga och skallen grund och vid i förhållande till dess längd. Ögonhålorna var mycket små, likaså de hål i skallen varigenom synnerven passerar från ögat till hjärnan. Sammantaget visar detta att andens ögon var små och det kan antas att den troligen var både blind och flygoförmögen. Samtidigt var hålet genom vilken trillingnerven passerar extremt stort. Författarna tror att denna blinda eller nästan blinda and skulle ha använt lukt och känsel via näbben för att utforska dess omgivning i frånvaro av syn. Nattanden var troligen både natt- och marklevande.

## Namn
Nattandens unika utseende och troliga beteende återspeglas i dess latinska namn. Den placeras som ensam art i släktet Talpanas, från latinets talpa som betyder mullvad och grekiska anas (=and). Artnamnet lippa är från latinets lippus som betyder "nästan blind".